# Nova Rača
 Nova Rača  è un comune della Croazia di 4 077 abitanti della regione di Bjelovar e della Bilogora.